# 浙派
浙派（せっぱ）は、中国明代の画派である。戴進（1388-1462）を祖とする職業画家で構成される。戴進が浙江省杭州出身なので、浙派と呼ばれた。後には南京、開封、福建省広東省の画家も参加している。ただ、画派としては、師承関係が希薄で、後世に美術史的観点からグループ分けされた集団である。浙派という名称自体は、明末の董其昌の画禅室随筆に始まるので、浙派の画家が活動していた時代には、『浙派』という名称はない。活躍場所は北京と浙江省、南京、開封など幅広い。共通する画法上の特色としては、筆墨は粗放であり、写生よりも点景のフォルムや、墨面と余白の対比、律動感などを強調することを目指し、浙江地方の伝統的水墨画法がその基盤をなしている。主として山水画に基づく概念であるが、山水人物画、人物画、花鳥画、動物画などにも適用することが多い。花鳥画としては林良(1424?-1500?)や汪肇の水墨画があげられる。　その淵源は、南宋画院画家の馬遠・夏珪にあり、元時代の李郭派にも影響を受けている。そのため、後世に浙派の作品をサインなどを変造して、馬遠・夏珪などのより古い時代の有名画家の作品にしてしまうこともあった。
有名な画家としては、前期には、宣徳画院に招かれ、失脚した戴進、南京で活躍した呉偉(1459-1508)、日本人のために描いた絵も残っている王諤、また画院画家:倪端、戴進の弟子である夏芷、後期では、開封出身の張路(1490-1563?)、鐘礼、蒋崇(1475-1565?)、鄭文林, 汪肇、張復陽などを輩出した。 後期の画家に対して、16世紀後期以降の文人批評家が「狂態邪學」と誹謗したので、評価は低かったが、近年再評価されている。浙派の絵画は、日本の室町時代の水墨画や、李氏朝鮮の絵画にも影響を与えている。17世紀の画家藍瑛は、浙江省銭塘の出身のために浙派の殿将とされているが、画風的には、ほとんど関係がない。「浙派は16世紀中葉にはほとんど消滅してしまった」 とみなされている。

## 代表作

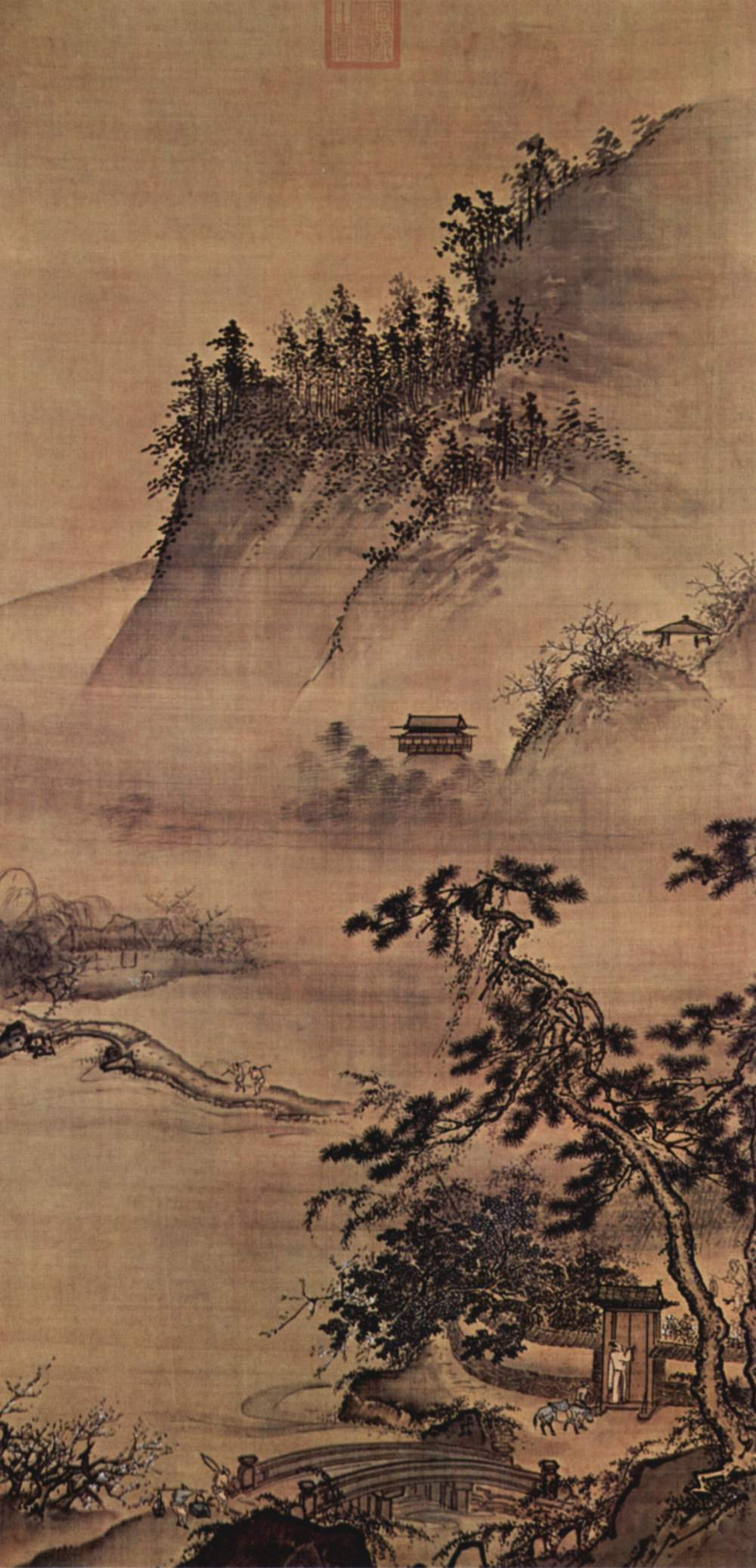
戴進　春遊晩帰　　國立故宮博物院、台北
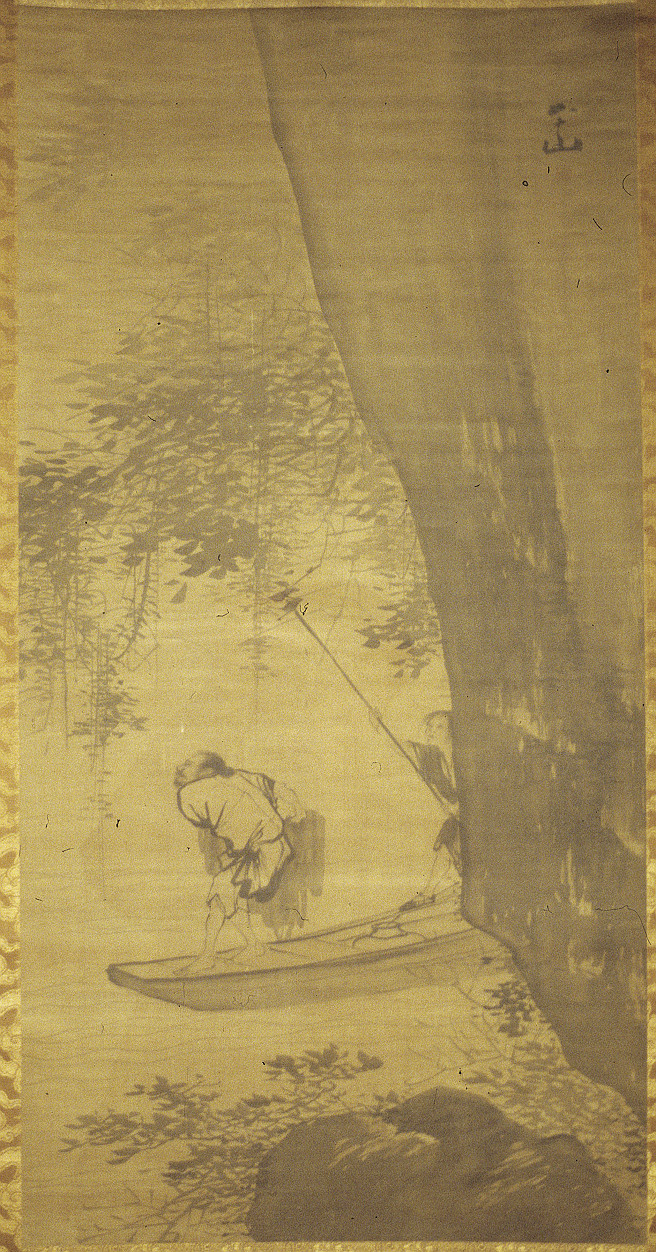
張路　　漁父図